# Винокуров, Александр Николаевич (государственный деятель)
Алекса́ндр Никола́евич Виноку́ров (28 июля [9 августа] 1869, Екатеринослав, Российская империя — 9 ноября 1944, Москва, РСФСР, СССР) — советский государственный и партийный деятель. Член ВЦИК и ЦИК СССР. Председатель Верховного Суда СССР (1924—1938).

## Биография
Родился в семье чиновника финансового ведомства. Образование получил в Екатеринославской гимназии, которую окончил в 1888 году и поступил на медицинский факультет Московского университета.
С 1890 года — участник революционного движения. В 1893 году — один из основателей московской, а в 1895 году — екатеринославской социал-демократических организаций. В связи с провалом московской группы социал-демократов арестован, два года провёл в одиночном заключении, 1897—1902 годах — в ссылке. Затем с 1905 года — на партийной работе в Екатеринославе, с 1908 года — в Санкт-Петербурге. С 1913 по 1917 год — один из редакторов журнала «Вопросы страхования». В 1917 году — депутат Петроградской городской думы, а с октября 1917 — председатель первой большевистской Петроградской городской думы. Одновременно член коллегии Наркомата труда РСФСР.
С 1918 по 1921 год — народный комиссар социального обеспечения РСФСР. С 1921 по 1923 год работал в составе Комиссии помощи голодающим, затем Комиссии по борьбе с последствиями голода.
С 1924 по 1938 год — председатель Верховного Суда СССР. Участвовал в борьбе за контроль над органами юстиции с Вышинским и Крыленко. Борьбу проиграл.
26 января — 10 февраля 1934 года делегат XVII съезда ВКП(б) с совещательным голосом.
В 1938 году отстранён от занимаемой должности и назначен начальником отдела санитарного просвещения Наркомата здравоохранения СССР. С 1940 года — на пенсии.
Кремирован, захоронен на старой территории Новодевичьего кладбища в стене монастыря.

## Участие в массовых репрессиях
Как председатель Верховного Суда СССР несёт непосредственную ответственность за участие в массовых репрессиях в СССР.

## Увековечение памяти
В 1963 году московский 3-й Черёмушкинский переулок был переименован в улицу Винокурова.